# Adolfo Baruffi
Adolfo Baruffi (Ferrara, 26 giugno 1926 – Gambassi Terme, 2013) è stato un regista italiano.

## Biografia
Baruffi inizia la propria attività nel 1946, come giornalista per testate locali dell'Emilia - tra queste il Corriere del Po, testata sorta dalle ceneri de il Corriere Padano di Italo Balbo. Scrive inoltre per la rivista il Quaderno. In questo periodo conoscerà diversi intellettuali come Florestano Vancini, Guido Aristarco e molti altri ferraresi dell'epoca. L'attività di cineasta inizia nei primi anni cinquanta con una serie di documentari e cortometraggi. Quasi tutti i documentari possedevano un'impronta neorealista e avevano l'obiettivo di raccontare l'Italia del dopoguerra. Tra le collaborazioni di Baruffi si annovera quella con Dino Buzzati per il documentario cortometraggio Il postino di montagna. Inoltre collaborerà con Luis Trenker, con il quale girerà il film Il prigioniero della montagna, scritto da Giorgio Bassani, Pier Paolo Pasolini e dallo stesso Trenker. Il primo lungometraggio girato sarà Paternicillina (1957), film che non passò la censura e che molte case di distribuzione rifiutarono, cosicché la pellicola finì nel dimenticatoio e segnò per Baruffi l'uscita dalle scene cinematografiche.
Dopo la fine del suo periodo da fine cineasta, Baruffi ebbe una figlia e sposò la donna che sul set fu spesso il suo aiuto regia, Brunella Bentivoglio. In seguito aprì un'azienda che produceva scarpe: la AB film, la scarpa della diva. Baruffi avrebbe così dato vita ad un nuovo periodo della sua vita, durante il quale evitò sempre di parlare del suo periodo cinematografico, sia con gli amici che con la figlia, che seppe del suo passato da regista soltanto dai racconti della madre e dalle fotografie che ritraevano il padre in compagnia di Pasolini, Vancini e altri cineasti del tempo. Si trasferì poi a Bologna nel 1978, dove aprì una nuova azienda che produceva scarpe, la Jacopo Mei, lasciando la moglie e la figlia e andando a vivere con la nuova compagna. Nel 1987 si trasferì a Gambassi Terme, dove visse fino alla morte avvenuta silenziosamente nel 2013.

## Omaggi
Nel 2008 un professore dell'Università di Ferrara Paolo Veronesi, scrisse un articolo dal titolo Che fine ha fatto Adolfo Baruffi? Con questo articolo fu attirata l'attenzione degli amici di Baruffi che non avevano idea del suo periodo da regista. In particolare un caro amico, Romeo Pisano, iniziò delle ricerche per capire di più sul passato di Baruffi, fino alla morte dello stesso. Nel 2017 lo stesso Pisano ingaggerà una troupe composta da studenti dell'Accademia di belle arti di Bologna della sezione Cinema per girare un documentario sull'amico dal titolo Paternicillina: Storia di un regista dimenticato per la regia di Marco Berton Scapinello.

## Filmografia
- Amanti senza fortuna (1949)
- Uomini della pianura (1950)
- Alluvione (1950)
- Pomposa (1950)
- Pattinaggio artistico (1950)
- I camionisti (1950)
- La fabbrica dei cavalli (1950)
- Zucchero (1950)
- Li mille cento trenta cenque nato (1951)
- Accademia militare di Modena (1951)
- Nasce una scarpa (1951)
- Reti e fucili (1951)
- Piazza Maggiore (1951)
- Il postino di montagna (1951)
- Industria di montagna (1951)
- Una corte del '400 (1952)
- La bambola (1952)
- Carte parlanti (1952)
- Ottocento (1953)
- Tragedia d'amore (1954)
- Paternicilina (1956)